# Jacob Lew
Jacob Joseph Lew, detto Jack (New York, 29 agosto 1955), è un avvocato statunitense.
Dal 28 febbraio 2013 al 20 gennaio 2017 è stato segretario al tesoro nell'amministrazione Obama.

## Biografia
Nasce a New York in una famiglia ebraica, si diploma alla Forest Hills High School. In seguito frequenta il Carleton College in Minnesota, dove conosce Paul Wellstonee, futuro senatore, suo faculty advisor. In seguito si laurea all'Harvard College nel 1978 e al Law Center dell'Università di Georgetown nel 1983.
Lew ha esercitato la professione di avvocato per cinque anni come partner di Van Ness, Feldman e Curtis. Il suo lavoro ha avuto come tema principale la produzione di energia elettrica. Ha anche lavorato come direttore esecutivo del Center for Middle East Research, direttore per la Campagna del Comitato Nazionale Democratico dell'88, e vice direttore dell'Office of Program Analysis nell'Office of Management and Budget della città di Boston.
Dal febbraio 1993 al 1994 Lew è stato assistente speciale del presidente Clinton. Lew è stato responsabile per lo sviluppo delle politiche e la stesura del servizio nazionale di iniziativa (AmeriCorps) e della legislazione per la riforma delle cure sanitarie.
Ha ricoperto l'incarico di vicesegretario di Stato per la gestione e le risorse nella prima amministrazione Obama.
Il 10 gennaio 2013 il presidente Obama ha nominato Lew segretario al tesoro. Il 27 febbraio 2013, l'intero Senato ha votato e approvato la sua nomina..